# Деций Траян
Гай Ме́ссий Квинт Трая́н Де́ций (лат. Gaius Messius Quintus Traianus Decius), более известный в римской историографии как Деций Траян или Деций — римский император в 249—251 годах.
Деций происходил из Паннонии. Будучи сенатором, в 249 году он был послан императором Филиппом Арабом в Паннонию и Мёзию, где восстали местные гарнизоны, для восстановления порядка и поддержания дисциплины, однако вскоре подчинёнными ему войсками был провозглашён императором. Выступивший против Деция Филипп был разбит при Вероне.
Получив власть, Деций организовал во всём государстве первое систематическое преследование христиан. 1 июля 251 года он погиб в битве с племенами карпов и готов у Абриттуса (современный город Разград) в Мёзии вместе с сыном и соправителем Гереннием Этруском.
Деций Траян носил следующие победные титулы: «Дакийский Величайший», «Парфянский Величайший», «Восстановитель Дакии», «Германский Величайший» с 250 года.

## Жизнь до принятия власти
Гай Мессий Квинт Деций был первым среди многочисленных римских императоров, происходивших из балканских провинций. Он родился в паннонской деревне Будалия неподалёку от Сирмия. Точная дата его рождения неизвестна, но из сообщений Полемия Сильвия и Псевдо-Аврелия Виктора, согласно которым на момент смерти Децию было пятьдесят лет, можно сделать вывод, что он родился в 201 году. Иногда рождение императора датируют 195 или 190 годом.
О родителях Деция ничего не известно; в отличие от большинства более поздних императоров, происходивших из Паннонии, он стал сенатором и консулом, поэтому можно предположить, что он был сыном служившего в Будалии военного из местной аристократической семьи. О том, что отец Деция был италийского происхождения, можно судить по преноменам императора: Деций и Мессий — древние осканские имена. Возможно, прокуратор Дакии Квинт Деций Виндекс был его отцом или родственником. По всей видимости, семья Деция имела родственные связи в Италии и располагала крупными земельными владениями.
К моменту провозглашения императором Деций уже сделал блестящую карьеру. Примерно между 215 и 225 годами он занимал должность квестора и был включён в состав сената. В 234 году Деций был наместником Нижней Мёзии и, вероятно, приблизительно в это время также находился на посту консула-суффекта. В 238 году он занимал должность наместника Тарраконской Испании. Во время гражданской войны 238 года между Максимином Фракийцем и ставленниками сената, Гордианами, а затем Бальбином и Пупиеном, он остался верен Максимину. Деций отказался признать Максимина и его сына «врагами народа», а также принял все возможные меры для подготовки обороны вверенной ему провинции от предполагаемого вторжения армии сената. После поражения и гибели Максимина он впал в немилость и был смещён с поста наместника Тарраконской Испании. Тем не менее, лояльность Деция к врагу сената, очевидно, не ставилась ему в вину в трудах античных историков — даже в просенатски настроенных источниках он всегда оценивался положительно. Это также относится и к будущему императору Валериану I, который встал на сторону кандидатов сената в 238 году, но, как говорили, был близким соратником Деция после восхождения того на престол и сделал при нём хорошую карьеру. Жена Деция, Геренния Купрессения Этрусцилла, происходила из старинного этрусского рода; в правление своего мужа она получила почётный титул «Матери лагерей» и, вероятно, сопровождала его в некоторых кампаниях. От этого брака родились два сына: Гай Валент Гостилиан Мессий Квинт и Квинт Геренний Этруск Мессий Деций.
На политическую арену Деций вернулся, скорее всего, уже после смерти Гордиана III — вероятно, в результате проведённой Филиппом амнистии. Кроме того, император назначал Деция префектом города Рима, что было явным знаком доверия.

## Восхождение на престол
К середине III века римские границы стали менее стабильными, чем прежде. Приблизительно в конце зимы или ранней весной 249 года император Филипп I Араб столкнулся сразу с несколькими одновременно вспыхнувшими восстаниями. Одно из них разгорелось в восточных провинциях и было возглавлено Иотапианом, а другое началось в Паннонии под предводительством местного военачальника Пакациана. Будучи в растерянности относительно дальнейших действий, Филипп созвал заседание сената. Единственным выступившим сенатором был Деций, который сказал, что эти восстания недолговечны, а их предводители вскоре падут от рук собственных подчинённых. Вскоре это предсказание исполнилось.

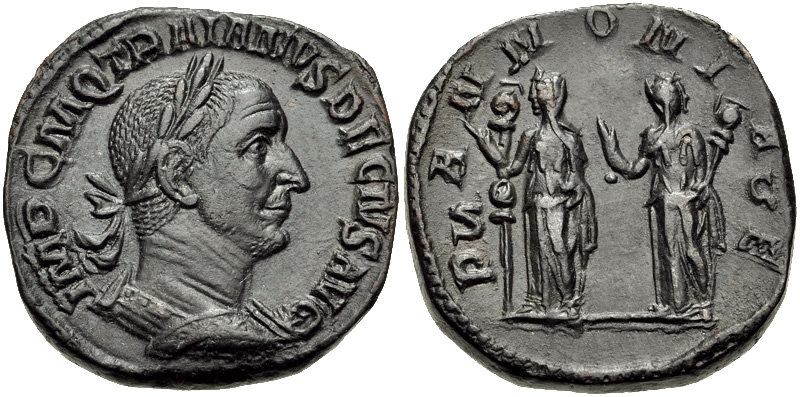
Сестерций с портретом Деция

В то же время гепиды начали тревожить римские границы. Филипп, впечатлённый выступлением Деция и по-прежнему опасавшийся мятежных настроений в легионах Мёзии и Паннонии, попросил Деция отправиться туда лично и привести дела в порядок, назначив его главнокомандующим легионов обеих провинций. Выбор императора был обусловлен тем, что Деций, по всей видимости, пользовался популярностью в сенате, а также его происхождением — он был знаком с тонкостями политической жизни в регионе, куда его отправили. Вскоре после прибытия Деция в Паннонию местные войска провозгласили его императором, поскольку осознавали неспособность Филиппа справиться с кризисом на границах и помнили, что он, возможно, виновен в смерти Гордиана III. Несмотря на это, Деций пытался примириться с императором, сообщая ему в письме, что он не был ответствен за выбор, сделанный солдатами. Филипп не поверил ему; несмотря на болезнь, он повёл свою армию на север и встретился с Децием неподалёку от Вероны летом 249 года. О подробностях боя в источниках не говорится, но известно, что Филипп располагал большей армией, чем Деций. Сам Филипп погиб в бою; его сын или погиб вместе с ним, или был убит преторианской гвардией в Риме вскоре после сражения.
По всей видимости, историография этих событий чересчур идеализировала личность Деция. Известный историк Рональд Сайм отметил, что Деций является «превосходным образцом узурпатора поневоле». Нумизматические свидетельства, однако, не подтверждают версию, что Деций действовал стремительно. Они показывают, что при выезде из Рима Деций не собирался поднимать восстание, так как по его прибытии монетный двор в Виминациуме продолжал чеканку монет с портретом Филиппа. Литературные источники не дают никаких точных дат этих событий. Тем не менее, по надписям, папирусам и опубликованным законам общий их ход может быть восстановлен. Первое указание на враждебные действия Деция по отношению к Филиппу содержится в надписи от 28 мая 249 года, в которой X Парному легиону присвоен почётный титул «Дециев» (лат. Deciana). Датировка закона в кодексе Юстиниана показывает, что Филипп ещё был в Риме 17 июня 249 года. Кроме того, существуют отчеканенные после 29 августа монеты Филиппа, доказывающие, что он всё ещё был тогда императором. Закон в кодексе Юстиниана под именем Деция свидетельствует о том, что 16 октября 249 года он уже был императором.

## Правление

### Внутренняя политика
Новый император, без сомнения, знал об опасности своего положения; поэтому он приступил к реализации весьма консервативной программы имперской пропаганды, чтобы обеспечить себе поддержку римской аристократии и военных, которым он был обязан восхождением на престол. Почти сразу после вступления в Рим в октябре 249 года Деций принял тронное имя Траяна. Траян был образцом идеального императора, лучшим принцепсом, правившим в полном согласии с сенатом и уважавшим его свободу. Претендовать на какое-либо родство с этим популярным правителем Деций не мог. Поэтому он решил действовать по примеру Септимия Севера, который принял имя Пертинакса и претендовал на продолжение его политики, и Марка Аврелия. Подобным образом поступил и Деций, однако он избрал более отдалённую во времени и более популярную фигуру — Траяна, тем самым демонстрируя, что его главной задачей было возвращение к методам правления «лучшего принцепса». Такой шаг обеспечил Децию широкую поддержку в Риме, особенно в сенате. Принятием этого имени он ясно указывал, что видел своей целью восстановление славы империи, весьма поблёкшей в свете неудач последних лет. Кроме того, Деций раздал римским гражданам конгиарий монетами, на которых было отчеканено слово «Libertas» (рус. Свобода). В том же месяце он отправил в отставку группу ветеранов флота после того, как они прослужили 28 лет. В 251 году император даже попытался возродить давно забытую должность цензора, якобы предложив её будущему императору Валериану I, который был в то время принцепсом сената, но тот отказался от этого звания. Спустя год Деций назначил своих сыновей Геренния Этруска и Гостилиана цезарями, а старшего вскоре повысил до августа. Несомненно, Деций стремился создать собственную династию.

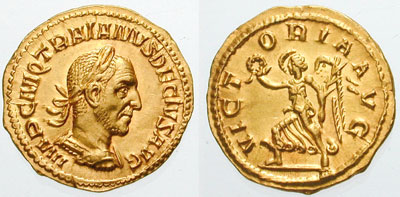
Ауреус с портретом Деция

В конце 249 года, когда Деций вернулся в Рим, он развернул в столице масштабное строительство. Он отреставрировал Колизей, пострадавший от разрушительного пожара, а позже начал возведение терм на Авентине. Предположительно в его правление был построен Дециев портик. До этого новые строительные работы в Риме не предпринимались в течение двадцати лет. При помощи этих архитектурных проектов (в том числе за счёт стиля, в котором возводились здания) Деций стремился напомнить горожанам о славе прошлых времён.
Император уделял существенное внимание налоговой политике — характерно то, что первый изданный им закон касался именно налогов. Деций отменил ряд постановлений налоговой реформы Филиппа I Араба в Египте, где снова вернулись к устоям эпохи правления династии Северов. На Востоке причиной восстания Иотапиана была жёсткая налоговая политика Гая Юлия Приска, брата Филиппа, управлявшего восточными провинциями; вполне вероятно, что именно отмена Децием налоговой реформы Филиппа привела к завершению восстания. Недаром Деция прославляли как восстановителя свободы (лат. restitutor libertatis). Если учитывать тяжёлую ситуацию на Востоке и то, что Деций сразу же обратил внимание на налоговую политику, можно предположить, что он продумал этот шаг ещё до восхождения на престол.
Интересна выпущенная в правление Деция Траяна серия монет с изображениями и именами «divi» (обожествлённых императоров), включающая Октавиана Августа, Веспасиана, Тита, Нерву, Траяна, Адриана, Антонина Пия, Марка Аврелия, Коммода, Септимия Севера и Александра Севера. Тем самым Деций включал себя в общий ряд императоров, представляя своё правление как логичное продолжение римской истории. Этот список практически идентичен с перечнем лучших императоров в биографии Аврелиана в «Истории Августов», в котором отсутствует только Коммод. Однако серия не включает всех обожествлённых императоров. Известно, что обожествлены были Клавдий, Пертинакс, три Гордиана, а также, по сообщению Евтропия, и оба Филиппа. Интересно, что все эти монеты были отчеканены не в Риме, а в Медиолане, и предназначались для выплаты жалования солдатам. Из этого следует, что пропаганда Децием своих знаменитых предшественников была направлена не столько на граждан, сколько на армию. По всей видимости, император хотел напомнить легионерам о великих деяниях прежних императоров и повысить их боевой дух.

### Религиозная политика. Гонения на христиан

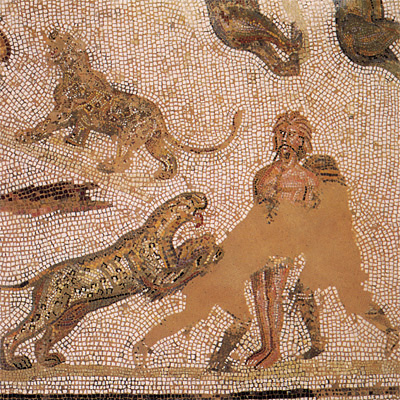
Damnatio ad bestias. Мозаика III века

Одним из важнейших направлений внутренней политики Деция был контроль над религией. В древнеримском религиозном сознании важное место занимало представление о «pax deorum» — божьем мире: римляне почитали богов согласно традиционным ритуалам, принося им жертвоприношения, а боги, в свою очередь, не только охраняли Рим, но и гарантировали ему власть над всем миром. Отказ от жертвоприношения богам считался нарушением pax deorum, что якобы влекло за собой катастрофические последствия. Поэтому Деций решил восстановить почитание традиционных богов и возродить древние культы. Многие надписи называют императора «восстановителем святынь». В некоторых случаях, как это было в этрусском городе Козе, это почётное звание подразумевало, что Деций провёл реконструкцию храмов. В других случаях оно означало, что по его приказу были построены новые святилища. Например, по велению Деция жители Аквилеи отреставрировали статую Нептуна. Кроме того, император подчёркивал необходимость почитания именно отеческих богов — так, в послании к жителям Афродисиаса он просил отметить молитвами и жертвоприношениями его правление ради богини, в честь которой был назван город.
Другим нарушением «божьего мира» было пренебрежение традиционными жертвоприношениями — вплоть до полного отказа от них. Начали появляться язычники, не совершавшие жертвоприношений. Наибольшую опасность для «божьего мира» представляли христиане, общины которых распространились почти по всей империи, а церковь стала приобретать чёткую структуру. Христиане отказывались приносить жертвы и поклоняться языческим богам. С точки зрения римских консерваторов, к которым относился и сам император, это следовало немедленно прекратить. По всей видимости, была и ещё одна важная причина обращения Деция к восстановлению «божьего мира»: веротерпимость предшественника Деция Филиппа Араба, по мнению императора, могла оскорбить богов. Установление pax deorum отвечало интересам довольно широких кругов римского общества, особенно сенаторской знати — консервативные предпочтения всегда были достаточно сильными.
Есть несколько точек зрения относительно истинных причин антихристианской кампании Деция. По мнению Евсевия Кесарийского, император начал гонения из-за ненависти к Филиппу, который якобы был тайным христианином. По сообщению Иоанна Зонары, императора подстрекал к гонениям Валериан. Известно, что Деций не ставил своей целью ни уничтожение христианства как религии, ни Церкви как организации. Многим арестованным христианам даже разрешалось принимать единоверцев, в том числе пресвитеров, или вести переписку. В отличие от поздних императоров, Деций не требовал выдавать священные книги. Неизвестно, распространялся ли указ Деция на иудеев и манихеев.
Не позже января 250 года (скорее всего, ещё в конце предыдущего года) Деций издал специальный указ, согласно которому каждый житель империи должен был публично, в присутствии местных властей и специальной комиссии, принести жертву и отведать жертвенного мяса, после чего получить специальный документ (лат. libellus), удостоверявший этот акт. Отказавшиеся от жертвоприношений подвергались наказанию, которым могла быть даже смертная казнь. Оригинальный указ Деция утерян, но в распоряжении историков есть свидетельства Евсевия и Лактанция, сохранившиеся до нашего времени, а папирологисты обнаружили ряд «libelli». Из «libelli» удалось многое узнать о природе указа, что дало историкам возможность представить цель Деция. Вот пример либелла:
«Комиссариям, призванным к наблюдению за (правильностью) принесения жертв. От Аврелия Асесиса, сына Серена, из деревни Феадельфии что в Египте. Я всегда и беспрестанно приносил жертвы богам, и ныне в присутствии вашем в соответствии с буквой указа совершил возлияние, и принёс жертву и отведал часть от жертвенного (животного), что прошу вас ныне засвидетельствовать. Прощайте. Я, Асесис, 32 лет от роду, раненый…»
До открытия «libelli» предполагалось, что указ применялся только к христианам или, возможно, людям, подозреваемым в приверженности к христианству. В результате исследования было выяснено, что слово «христианин» не появляется ни в одном из известных «libelli», равно как и имя императора. Последнее указывает, что жертвы и молитвы не следует рассматривать как возношение непосредственно в его пользу. Кроме того, в «libelli» ни разу не было упомянуто конкретное божество. Таким образом, вероятнее всего, Деций просил что-то сродни римскому «supplicatio», где молитвы и жертвы предлагались от имени всех богов, имевших свои храмы в столице. Тексты «libelli», по-видимому, были основаны на стереотипных формулировках. Они, по существу являются ходатайствами, которые утверждаются подписью и датой. Если лицо, получавшее «libellus», было неграмотным, документ заверялся писцом или, возможно, членом комиссии. Так как Римская империя была крупным государством, условия выполнения приказа были разными. Возможно, составлялись списки лиц, которые должны были в определённый день принести жертвы во избежание длинных очередей.

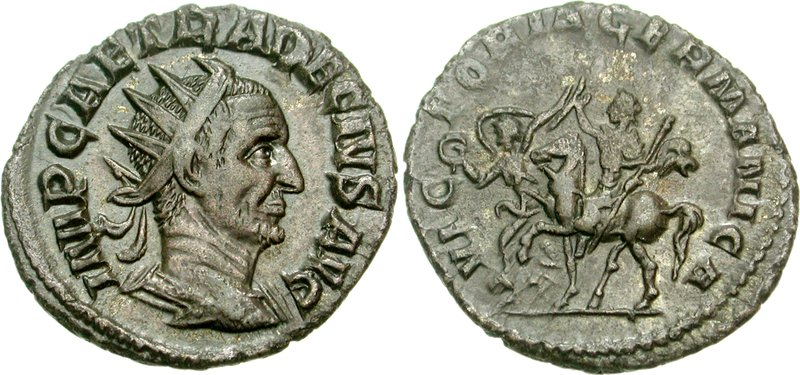
Антониниан с портретом Деция

Сразу же после издания эдикта началось первое крупное гонение на христиан. Оно оказалось для последних полной неожиданностью. Пострадали не только христиане, приговорённые к тюремному заключению, но и многие другие из их числа, которые покинули свои дома и стали жертвами бандитов, голода или варваров. Во время гонений погиб Папа Фабиан, а некоторые епископы, например, Киприан Карфагенский и Дионисий Александрийский, бежали и руководили христианами из укрытий. Ещё одной проблемой для Церкви стало большое количество христиан, которые либо выполнили указ, либо получили «libellus» при помощи взяток, но потом раскаялись. Эта ситуация привела к расколу в Церкви — представители партии во главе с религиозным лидером Новацианом утверждали, что поклонение идолам было непростительным грехом и что Церковь не имеет права на повторное обращение в христианство людей, один раз отказавшихся от него. Положение дел осложнилось ещё сильнее, когда Новациан провозгласил себя Папой, противостоя официальному Папе Корнелию, преемнику Фабиана. Новациан был объявлен еретиком, но его учение продолжало существовать вплоть до VII века. Неизвестно точно, когда действия против христиан закончились. Пик репрессий, по всей видимости, пришё
лся на июнь-июль 250 года. Скорее всего, Деций прекратил гонения, потому что столкнулся с серьёзными проблемами в балканских провинциях.
Известными мученики времён правления Деция Траяна стали епископ Никон Тавроменийский и 199 его учеников, епископ Евдемон, Вавила Антиохийский и Александр Иерусалимский, епископ Карп Фиатирский (или Пергамский) с Агафодором, Парамон Вифинский с 370 мучениками, Максим из Малой Азии, святой Трифон, Агата, и многие другие.

### Война с готами и гибель

Готская война в 250—251 годах

Зимой 250 года, возможно, воспользовавшись заледенением Дуная и ослаблением гарнизонов (существенная часть римских войск ещё находилось у Вероны), племена карпов и готов под предводительством короля Книвы вторглись в Мёзию. Затем они разделились на две армии — одна, численностью 70 тысяч, осадила Новы, а вторая двинулась на юг и осадила наместника Мёзии Луция Приска в Филиппополе (примерно в 160 км к северу от Эгейского моря). Деций, получив сообщение о нашествии варваров, отправил своего сына Геренния Этруска, возведённого в ранг цезаря, в Мёзию во главе армии, а затем и сам начал собирать войска. Отъезд императора был отмечен чеканкой монет с легендами «EXERCITU ILLLYRICUS» (рус. Иллирийские войска) и «GENIUS EXERCITUS ILLYRICIANA ET PANNONIAE» (рус. Гений иллирийских и паннонских войск).
Тем временем силы Книвы были отброшены Требонианом Галлом, наместником Верхней и Нижней Паннонии. Готы повернули на юг, к Никополю. В конце весны 250 года карпы и даки совершили набег на Мёзию. В разгар войны (в июне или июле 250 года) Деций поспешил покинуть Рим, чтобы присоединиться к армии. Перед отъездом он назначил будущего императора Валериана на неизвестный пост, связанный с финансами и внутренними делами государства. Прибыв на место событий, Деций успешно повёл военные действия и вскоре обеспечил стабильность в регионе. Никополь был освобождён, а карпы выбиты из провинции; в честь победы были отчеканены монеты с легендами «Dacicus Maximus» (рус. Дакийский Величайший) и «Restitutor daciarum» (рус. Восстановитель Дакии). Кроме того, император восстановил воинскую дисциплину и основал военные поселения в Паннонии и Мёзии, а также приказал отремонтировать дороги в придунайских провинциях. На западе было подавлено некое восстание и одержана победа над варварами. Известно, что в это время был завершён грандиозный проект восстановления дорог, мостов и пограничных укреплений. Многие мильные камни из провинций Британия, Африка, Галатия, Палестина, Сирия, Паннония свидетельствуют об этой работе.
В конце 250 года, после всех этих успехов, Деций решил атаковать войско Книвы. Подробности дальнейших событий неизвестны. Возможно, император проявил излишнюю самоуверенность или допустил иную ошибку. Так или иначе, когда римская армия расположилась на отдых у Августы Траяны Берое, воины Книвы напали на неё и почти полностью уничтожили. Деций с остатками армии отступил и присоединился к Требониану Галлу. В это время Приск (возможно, находившийся в сговоре с готами) провозгласил себя императором в Филиппополе. Неизвестно, пытался ли Приск использовать готов для своей поддержки или, напротив, готы использовали Приска, но в результате Филиппополь был взят штурмом, а его население вырезано. С этого момента Приск сходит со страниц истории. Известно, что сенат объявил Приска «врагом отечества». В то же время другой мятеж вспыхнул в Риме, где сенатор Юлий Валент Лициниан, заручившись поддержкой плебса и, возможно, некоторой части сената, предпринял попытку государственного переворота. Однако восстание было быстро подавлено (вероятно, Валерианом).
Весной 251 года Деций и Галл решили возобновить кампанию против Книвы, который отступал к Дунаю. В самом начале поход казался успешным для римлян. Однако в ходе боевых действий Геренний Этруск, возведённый в ранг августа, был убит стрелой. По рассказу Иордана, после этого император обратился к павшим духом солдатам со словами: «Пусть никто не печалится; потеря одного воина не есть ущерб для государства». Зосим сообщает, что во время этих событий Требониан Галл замыслил заговор против Деция и обратился к готам за помощью в его реализации. Готы охотно согласились. Они разделили своё войско на три части и стали у болотистой местности неподалёку от Абритта. Битва состоялась 1 июля. Когда Деций разгромил два корпуса вражеской армии и углубился в болота, на римлян напала третья часть готского войска; в сражении при Абритте римляне потерпели сокрушительное поражение и понесли значительные потери. Деций тоже погиб, по сообщению Аммиана Марцеллина император Деций во время бегства утонул в болоте, и его тело так и не было найдено:

«Подобная несчастная судьба постигла, как известно, Цезаря Деция, который в жестокой сече с варварами был сброшен на землю падением взбесившейся лошади, удержать которую он не смог. Попав в болото, он не мог оттуда выбраться, и потом нельзя было отыскать его тело».

Он стал первым римским императором, погибшим в бою во время войны с внешним врагом. После гибели Деция Требониан Галл, провозглашённый императором, заключил позорный мир с готами и поспешил вернуться в Рим, где в течение короткого времени правил совместно с Гостилианом, единственным выжившим сыном Деция. Вскоре Гостилиан скончался от чумы. Интересна посмертная память Деция: его сначала обожествили, затем предали проклятию памяти, а после снова обожествили.

## Внешность и личные качества

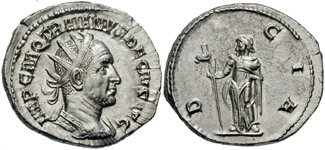
Антониниан с портретом Деция Траяна

Псевдо-Аврелий Виктор писал о Деции Траяне следующее:
«Он обладал разнообразными знаниями и многими добродетелями, в мирных условиях был мягок и общителен, в военных — очень энергичен».
На известном мраморном бюсте из Капитолийского музея в Риме Деций изображён в состоянии неуверенности и тревоги, словно он обеспокоен обстановкой, сложившейся в Римской империи во время его правления. Скульптор подчеркнул морщины и складки на лице, глубоко сидящие глаза, тоскливо смотрящие вперёд, и старческий рот.

## Итоги правления
Правление Деция Траяна было недолгим — оно длилось всего лишь около двух лет (по сообщению Хронографа 354 года — 1 год, 11 месяцев и 18 дней). После восхождения на престол целью императора стало возрождение былой мощи Римского государства, а также возвращение к старинным традициям. По всей видимости, получив власть, Деций приступил к реализации некой программы, направленной на восстановление славы Рима.
В религиозной политике Деций проводил курс на возвращение к старому «божьему миру», к обыкновенному принесению жертв богам; официальной идеологией его правления было следование традициям великих римских императоров. Возможно, он хотел восстановить цензуры как орган, обеспечивавший связь между императором, сенатом и народом, однако эти попытки окончились крахом из-за полного их несоответствия нуждам быстро изменяющегося государства.
По мнению историка Ю. Б. Циркина, все начинания императора «оказались столь же утопичными, как и попытка сената в 238 году вернуть себе почти полную власть». У античных историков мнения о Деции разделяются: христианские авторы относятся к нему отрицательно, а язычники — положительно. Ему было суждено принять правление империей в трудный для Рима период, но даже за короткий срок своего правления Деций показал себя деятельным и энергичным монархом. В то же время, по мнению христианских историков его религиозная политика нанесла ущерб стране, однако подобные оценки должны рассматриваться непредвзято.